# Iolaire
Die Iolaire war ein 634 Tonnen (BRT) großes bewaffnetes Dampfschiff mit Klipperbug der Admiralty, das am 1. Januar 1919 bei einer Truppenrückführung im Seegebiet der Meerenge The Minch (Schottland) unterging.
Die Iolaire wurde 1881 in der Werft Fergusons of Leith gebaut. Der Taufname beim Stapellauf war Iolanthe. Im Laufe der Jahre wechselte der Schiffsname mehrfach. 1918 wurde das Dampf-Segelschiff von Amalthaea kurz vor dem Untergang in Iolaire (Schottisch-Gälisch für „Adler“) geändert.

## Historischer Hintergrund
Die Iolaire sollte nach dem Ende des Ersten Weltkrieges 260 überlebende Soldaten als Passagiere auf die Isle of Lewis transportieren, einer zu den Äußeren Hebriden vor Schottland gehörenden Insel mit 30.000 Einwohnern, von denen 6.000 Männer Kriegsdienst überwiegend in der Royal Navy geleistet hatten. Das Schiff wurde für den Transport verwendet, da das reguläre Postschiff Sheila hierfür zu klein war.
Die Iolaire hingegen war für den Transport nicht ausgerüstet, sie verfügte mit 80 Schwimmwesten und 100 Plätzen in Rettungsbooten nicht über die erforderliche Sicherheitsausstattung. Trotz einer Auseinandersetzung zwischen dem Kapitän und einem Truppenoffizier wurde aufgrund der symbolträchtigen Heimkehr zum Jahreswechsel beschlossen, die Vorschriften zu umgehen. Die Iolaire stach um 19.30 Uhr in See Richtung Norden durch den Inner Sound ins 97 Kilometer entfernte Stornoway.

## Der Ablauf der Katastrophe
Bis Mitternacht verlief die Fahrt bei klaren Wetterverhältnissen ohne besondere Vorkommnisse, danach kamen starker Südwind und schwerer Regen auf. Zu dieser Zeit fuhr das Schiff durch eine The Minch genannte Meerenge, in der raue See vorherrschte. Um 1.30 Uhr am Neujahrstag 1919 näherte sich die Iolaire dem Hafen von Stornoway.

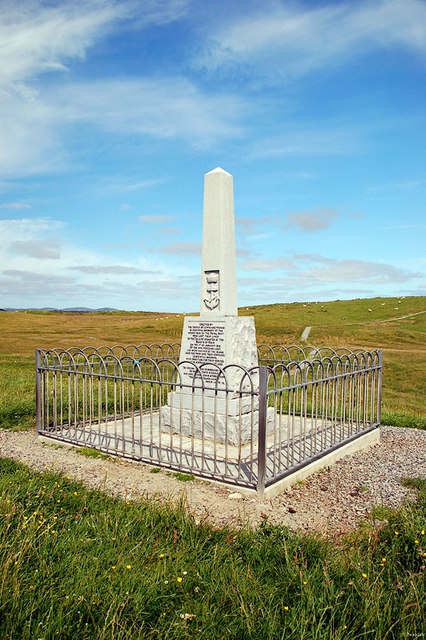
Denkmal für die Opfer der Iolaire in Holm, Point, bei Stornoway (2006)

Bei der Einfahrt in den Hafen drehte die schnellere Iolaire Steuerbord ab, um achtern das Fischerboot Spider zu kreuzen, das ebenfalls auf den Hafen zulief. Bei diesem Manöver kam die Iolaire nach Osten vom Kurs ab und rammte die Beasts of Holm genannten Felsen in der Hafeneinfahrt. Von dem noch schwimmenden Havaristen wurden um 1.55 Uhr Signalraketen abgefeuert, um auf die Seenotlage aufmerksam zu machen.
Nach dem Rammen der Felsen neigte sich das Schiff nach Steuerbord. Aufgrund der schlechten Wetterbedingungen und der Überfüllung des Schiffes schlugen einige Versuche fehl, die Rettungsboote zu wassern, sie schlugen seitlich gegen die Bordwand.
John Finlay Macleod aus Port of Ness gelang es unterdessen, mit einer Wurfleine an Land zu schwimmen. Auf diese Weise konnten etwa 40 Männer ans Ufer folgen, während die anderen weiterhin auf dem Havaristen ausharren mussten. Um 3.00 Uhr ging als Folge einer Explosion der Schornstein über Bord und der Rumpf der Iolaire zerbrach. Ein weiterer Mann erkletterte den noch immer aus dem Wasser ragenden Mast. Er konnte um 10.00 Uhr gerettet werden.
Von den insgesamt 284 Männern an Bord der Iolaire starben 201 bei dem Unfall. Das Unglück schockierte die Inselbevölkerung einerseits, weil fast jede Familie auf der Insel betroffen war, zum anderen weil es so nah an der Küste stattfand und trotzdem so viele Opfer forderte.
Die bei dem Unglück getötete Schiffsführung bestehend aus dem Kapitän und den Offizieren wurden posthum von einem Admiralty Board of Enquiry zunächst freigesprochen, aber eine zivile Untersuchung kam einen Monat später zu dem Ergebnis, dass der verantwortliche Offizier seine Sorgfaltspflichten in zweierlei Hinsicht verletzt habe. Anstelle das Fischerboot Spider zu überholen, hätte er die Geschwindigkeit verringern sollen, außerdem wurde die Überladung über die Rettungskapazität hinaus gerügt.
Am 100sten Jahrestag der Katastrophe am Neujahrstag 2019 legte Prince Charles einen Gedenkkranz am Denkmal nieder.